# Marchetto Cara
Marchetto Cara (także Marco, Marcus, Marchettus; ur. w 2. poł. XV wieku w Weronie lub Wenecji, zm. po 1525 w Mantui) – włoski kompozytor, lutnista i śpiewak.

## Życiorys
Od około 1494 roku lub wcześniej do 1525 roku służył na dworze książąt z rodu Gonzagów w Mantui. Dużo podróżował po północnych Włoszech, odwiedził m.in. Wenecję (1503 i 1509/1510) oraz Mediolan (1512–1513). Cieszył się dużą sławą w całej Italii, pochlebnie o jego twórczości wypowiadali się Baldassare Castiglione i Pietro Aaron.
Uchodzi za najwybitniejszego obok Bartolomeo Tromboncino twórcę frottoli, których skomponował ponad 100. Znaczna część z nich została ogłoszona drukiem przez Ottaviano Petrucciego. Ponadto skomponował siedem laud i jedno Salve Regina. Frottole Cary są utworami o prostej fakturze, przeznaczonymi do wykonania na 4 głosy lub solo z towarzyszeniem lutni lub na głos solo i instrumenty muzyczne, ewentualnie z lutnią.